# Птолемей X
Птолемей X Александър I (на гръцки: Πτολεμαῖος Ἀλέξανδρος), е владетел на Древен Египет от династията на Птолемеите. Управлява първо от 110 пр.н.е. до 109 пр.н.е. и повторно през 107 пр.н.е. – 88 пр.н.е.

## Произход и управление
Той е по-младият син на Птолемей VIII Фискон и Клеопатра III, която през 110 пр.н.е. довежда на трона Птолемей X, след като изгонва брат му Птолемей IX. Само година по-късно Птолемей IX се връща на власт и царува от 109 пр.н.е. до 107 пр.н.е., докато Птолемей X се оттегля в Кипър.
През 107 пр.н.е. Птолемей X се връща в Александрия и с помощта на майка си узурпира царската власт, прогонвайки Птолемей IX. Първите 6 години Птолемей X управлява съвместно с майка си Клеопатра III до 101 пр.н.е., когато тя вероятно е убита по негова заповед.
Намирайки се под контрола на Клеопатра III, Птолемей X нямал решаваща роля в управлението и дори неуспешният му поход през 102 пр.н.е. срещу избягалият в Сирия Птолемей IX, се провел практически под ръководството на майка му. Също като баща си, Птолемей X бил отдаден главно на пирове и забавления. Той и майка му били непопулярни сред народа в столицата, който ги считал за незаконни владетели.
Самостоятелното управление на Птолемей X Александър I преминало без особени събития, с изключение на окупацията на Киренайка от римляните през 96 пр.н.е., които получили провинцията като завещание от след смъртта на последния наместник Птолемей Апион. Така на западната си граница Птолемеев Египет става съсед на могъщата Римска република.
Недоволството от управлението на Птолемей X Александър I довежда до бунт на войските през 89 пр.н.е., което принуждава фараона да събере наемници в Сирия. За да плати на наемната армия той претопява златния саркофаг на Александър Македонски и го заменя със стъклен. Това разгневява жителите на Александрия и те се вдигат на бунт. Размириците приключват след възкачването (за трети път) на Птолемей IX. Сваленият Птолемей X вероятно е погубен в морско сражение, опитвайки се да избяга в Кипър от флотата на брат си.